# عضادة (دعامة)

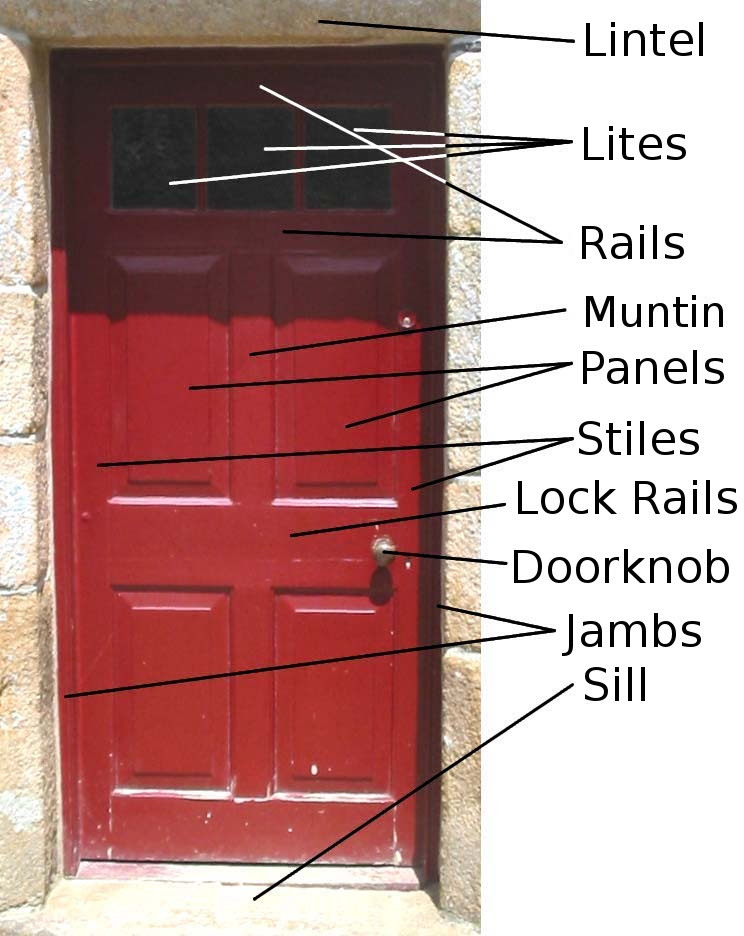
رسم تخطيطي للباب مع تسمية العضادات.

العِضادة (بالإنكليزية: Jambs) في الهندسة المعمارية هي العمود الجانبي أو بطانة المدخل (الباب) أو الفتحات الأُخَر كالنافذة.
عِضادة الباب هي الجزء الرأسي من الإطار الذي يُثبت الباب فيه. تحمل العضادات وزن الباب من خلال مِفصلاتها وتمتد معظم أنواع مزلاج الأبواب والقواطع الثابتة إلى تجويف في عضادة الباب عند تعشيقها ما يجعل دقة الشاقول وقوة عوارض الباب هامة للمتانة التشغيلية الشاملة وأمان الباب.